# Klein-Brakrivier
Klein-Brakrivier è una località costiera sudafricana situata nella municipalità distrettuale di Eden nella provincia del Capo Occidentale.

## Geografia fisica
Il piccolo centro abitato si affaccia sull'oceano Indiano presso la foce del fiume Klein-Brak, dal quale prende il nome, a circa 13 chilometri a nord della città di Mosselbaai.